# کریستیان آلوارس (بازیکن فوتبال)
کریستیان آلوارس (اسپانیایی: Cristián Álvarez‎؛ زادهٔ ۲۰ ژانویهٔ ۱۹۸۰) بازیکن سابق فوتبال اهل شیلی است.
از باشگاه‌هایی که در آن بازی کرده‌است می‌توان به باشگاه فوتبال ریور پلاته و باشگاه فوتبال بیتار اورشلیم اشاره کرد.
وی همچنین در تیم ملی فوتبال شیلی بازی کرده‌است.